# Polstead Heath
Polstead Heath ist ein Weiler in der Gemeinde Polstead im District Babergh in der Grafschaft Suffolk, England. Es verfügt über drei denkmalgeschützte Gebäude, darunter Spencer’s Farmhouse, The Orchards und White House Farmhouse.